# Lymantria albescens
Lymantria albescens is een vlinder uit de familie van de spinneruilen (Erebidae), onderfamilie donsvlinders (Lymantriinae). De wetenschappelijke naam van de soort is voor het eerst geldig gepubliceerd in 1930 door Hori & Umeno.
De voorvleugellengte van de vlinder is 23 tot 30 millimeter bij het mannetje en 40 tot 41 millimeter bij het vrouwtje. De rups wordt uiteindelijk ruim 50 millimeter lang. 
Voedselplanten voor de rups zijn Castanopsis sieboldii en Elaeocarpus sylvestris, maar hij is ook aangetroffen op een niet nader geïdentificeerde struik langs de weg. In gevangenschap accepteert de rups ook Eucalyptus als voedsel; hieruit is met succes een imago gegroeid.
De soort komt voor op de Riukiu-eilanden, Japan.